# كورش (اسم)
كورش (بالفارسية : کوروش)، وهو المقابل للاسم الإنجليزي "سيراس" أو "سايروس"، هو اسم مذكر واسم العديد من الملوك الفرس، وخاصة كورش الكبير (ق. 600–530 قبل الميلاد)، وأيضًا كورش الأول (حوالي 1500 ق. 650 ق.م)، ملك فارس وجد كورش الكبير، وكورش الأصغر (توفي 401 ق.م)، شقيق الملك الفارسي أردشير الثاني ملك فارس.

## علم أصول الكلمات
أصل كلمة كورش ولا يزال موضوع نقاش بين المؤرخين واللغويين وعلماء إيران. فُسِّر الاسم الفارسي القديم "كورش" بأشكال مختلفة مثل "الشمس"، "مثل الشمس"، "الشاب"، "البطل"، و"مذل العدو في المنافسة اللفظية"، وتم ترجمة "كورش" العيلامية على أنها "الشخص الذي يمنح الرعاية".
وقد ظهر الاسم على العديد من الآثار والنقوش باللغة الفارسية القديمة. هناك أيضًا سجل لنقش صغير في مورغاب (جنوب غرب إيران) مكتوب عليه الجملة (آدم كوروش xšāyaθiya haxāmanišiya) باللغة الفارسية القديمة والتي تعني (أنا كورش الملك الأخميني). والنظرية المقبولة بين العلماء المعاصرين هي أن النقش ينتمي إلى كورش الكبير.

## الأشخاص

#### العالم القديم
- كورش الأول ق. 650 قبل الميلاد.
- كورش الكبير (ق. 600 قبل الميلاد أو 576 قبل الميلاد - 530 قبل الميلاد) - يُعرف أيضًا باسم كورش الثاني - حفيد كورش الأول، حاكم أخميني ومؤسس الإمبراطورية الفارسية العظمى.
- كورش الأصغر (توفي عام 401 قبل الميلاد)، شقيق الملك الفارسي أردشير الثاني.
- كورش (مهندس معماري)، مهندس معماري يوناني من القرن الأول عمل في روما.
- القديس كورش (انظر كورش ويوحنا)، قديس قبطي من القرن الرابع
- كورش الأول أسقف الرها، أسقف (توفي 396)
- كورش الثاني أسقف الرها، أسقف (توفي 498)
- كورش الإسكندري (توفي عام 642)، بطريرك الروم الملكيين.
- كورش بانوبوليس، كاتب ومسؤول بيزنطي من القرن الخامس.

#### العصر الحديث
- سيراس ليروي بالدريدج (1889–1977)، فنان ورسام ومؤلف ومغامر أمريكي
- سيراس تاونسند برادي (1861–1920)، صحفي ومؤرخ وكاتب مغامرات أمريكي
- سيراس بروتشا (من مواليد 1971)، مقدم برامج تلفزيونية على قناة MTV India
- سيراس رامون باتينسون (مواليد 1994)، ملاكم فريق المملكة المتحدة
- سايروس كريستي (من مواليد 1992)، لاعب كرة قدم محترف يلعب في مركز الظهير الأيمن لفريق هال سيتي لكرة القدم
- سايروس تشوثيا (1942–2019)، عالم بريطاني
- سايروس إدوين دالين (1861-1944)، نحات أمريكي
- سايروس إس. إيتون (1883-1979)، مصرفي ومستثمر ومحسن كندي أمريكي
- سايروس إدواردز (1793–1877)، سياسي ومحامي أمريكي
- سايروس وست فيلد (1819-1892)، رجل أعمال أمريكي نجح في وضع أول كابل تلغراف عبر الأطلسي
- سيراس فريش (مواليد 1969)، مخرج سينمائي هولندي
- سايروس هرتزل غوردون (1908-2001) باحثًا أمريكيًا في ثقافات الشرق الأدنى واللغات القديمة
- سايروس هاملين (جنرال) (1839-1867)، جنرال في الاتحاد أثناء الحرب الأهلية الأمريكية، نجل نائب الرئيس هانيبال هاملين
- سي هانجرفورد (1889-1983)، رسام كاريكاتيري أمريكي
- سايروس كابيرو (مواليد 1984)، فنان تشكيلي كيني
- سي كيندال (1898–1953)، ممثل أمريكي
- سايروس ب. لوير (1843-1924)، حائز على وسام الشرف في الحرب الأهلية الأمريكية
- سايروس ماكورميك (1809-1884)، المخترع الأمريكي الذي طور آلة الحصاد الميكانيكية الحديثة
- سايروس بالونجي ميستري (من مواليد 1968)، رجل أعمال أيرلندي هندي ورئيس مجموعة تاتا الهندية
- سايروس ميستري (كاتب) (من مواليد 1956)، مؤلف وكاتب مسرحي هندي
- سايروس باتيل (مواليد 1961)، ناقد أدبي وثقافي أمريكي
- سايروس بيرس (1790-1860)، مؤسس أول مدرسة عامة عادية (كلية المعلمين) في الولايات المتحدة
- سايروس بونشا (من مواليد 1976)، مدرب الاسكواش الوطني في الهند
- سايروس س. بوناوالا، رجل أعمال هندي
- سايروس رولوكس (مواليد 1998)، لاعب كرة قدم كندي
- سايروس ساهوكار (مواليد 1980).
- سي آر سميث (1899–1990)، الرئيس التنفيذي لشركة الخطوط الجوية الأمريكية لفترة طويلة
- سايروس فانس الأب (1917-2002)، سياسي ومحامي أمريكي، ووزير الجيش الأمريكي في عهد الرئيسين جون ف. كينيدي وليندون جونسون ، ووزير الدفاع الأمريكي في عهد ليندون جونسون، ووزير الخارجية الأمريكي في عهد جيمي كارتر
  - سايروس فانس جونيور (من مواليد 1954)، سياسي ومحامي أمريكي، نجل سايروس الأب والمدعي العام السابق لمنطقة مانهاتن (2010–2021)
- سايروس فيلانوفا ، مغني أسترالي.

## شخصيات خيالية
- سايروس، من سلسلة كتب انتقام السحر بقلم جيمس رايلي
- سايروس بيني، من المسلسل التلفزيوني فضيحة
- سايروس تراسك، من رواية شرق عدن لجون شتاينبك
- كورش سبيتاما، حفيد زرادشت والشخصية الرئيسية في رواية <i id="mw6g">الخلق</i> للكاتب غور فيدال .
- سايروس بورج ، شخصية في نينجاغو
- سايروس بورتيل ، من المسلسل التلفزيوني المتحرك كيم بوسيبل
- سايروس لوبو ، محقق من القانون والنظام
- سايروس سيمبسون ، شقيق أبراهام سيمبسون في عائلة سيمبسون
- سايروس ، زعيم فريق جالاكتيك والخصم الرئيسي لبوكيمون دايموند ، بيرل ، وبلاتينيوم
- سايروس جولد، شخصية سولومون جروندي من دي سي كوميكس
- سايروس سميث ، الشخصية الرئيسية في رواية الجزيرة الغامضة لجول فيرن
- سايروس، مصاص دماء من رواية الأمير مصاص الدماء بقلم دارين شان
- سايروس (كرونو تريجر) ، في لعبة الفيديو كرونو تريجر